# Adams Probe Motor
Adams Probe Motor Company war ein britischer Hersteller von Automobilen.

## Unternehmensgeschichte
Die Brüder Dennis und Peter Adams, die zuvor für Marcos Cars tätig waren, gründeten 1968 oder 1969 das Unternehmen in Bradford-on-Avon in der Grafschaft Wiltshire. Sie begannen mit der Produktion von Automobilen und Kits. Der Markenname lautete Probe. 1970 endete die Produktion.
Von 1970 bis 1971 setzte W. T. Nugent Limited bzw. W. T. Nugent (Engineering) Limited aus Ayr die Produktion unter Beibehaltung des Markennamens fort. Dieses Unternehmen produzierte zunächst in Bradford-on-Avon und später in Ayr. Darauf folgte Caledonian Probe Motor Company aus Irvine im schottischen Ayrshire von 1971 bis 1972 oder nur 1972. Dieses Unternehmen hat laut einer Quelle allerdings nur die Rechte übernommen, aber nichts produziert. 1972 war Probe Limited aus Edinburgh der letzte Hersteller. Insgesamt entstanden etwa 20 Fahrzeuge.

## Fahrzeuge

### Probe 15
Das erste Modell wurde anfangs Design Probe Number 15 genannt, aber schnell zu Probe 15 abgekürzt. Auffallend war die geringe Höhe von 73,6 cm (29 Inch).  Zum Ein- und Aussteigen konnte das Dach des Coupés nach hinten geschoben werden. Laut einer Quelle war ein Vierzylindermotor vom Hillman Imp mit 875 cm³ Hubraum im Heck montiert. Eine andere Quelle nennt einen Vierzylindermotor mit 1800 cm³ Hubraum von der British Motor Corporation in Mittelmotorbauweise. Die Basis bildete ein Monocoque aus Holz. Darauf wurde eine Karosserie aus Fiberglas montiert. Es gab Nachfragen nach einer Serienproduktion. Das Konzept war dafür allerdings zu extrem. Das Fahrzeug blieb ein Einzelstück. Es existiert heute noch und trägt das britische Kennzeichen LJO 948 G.

### Probe 16

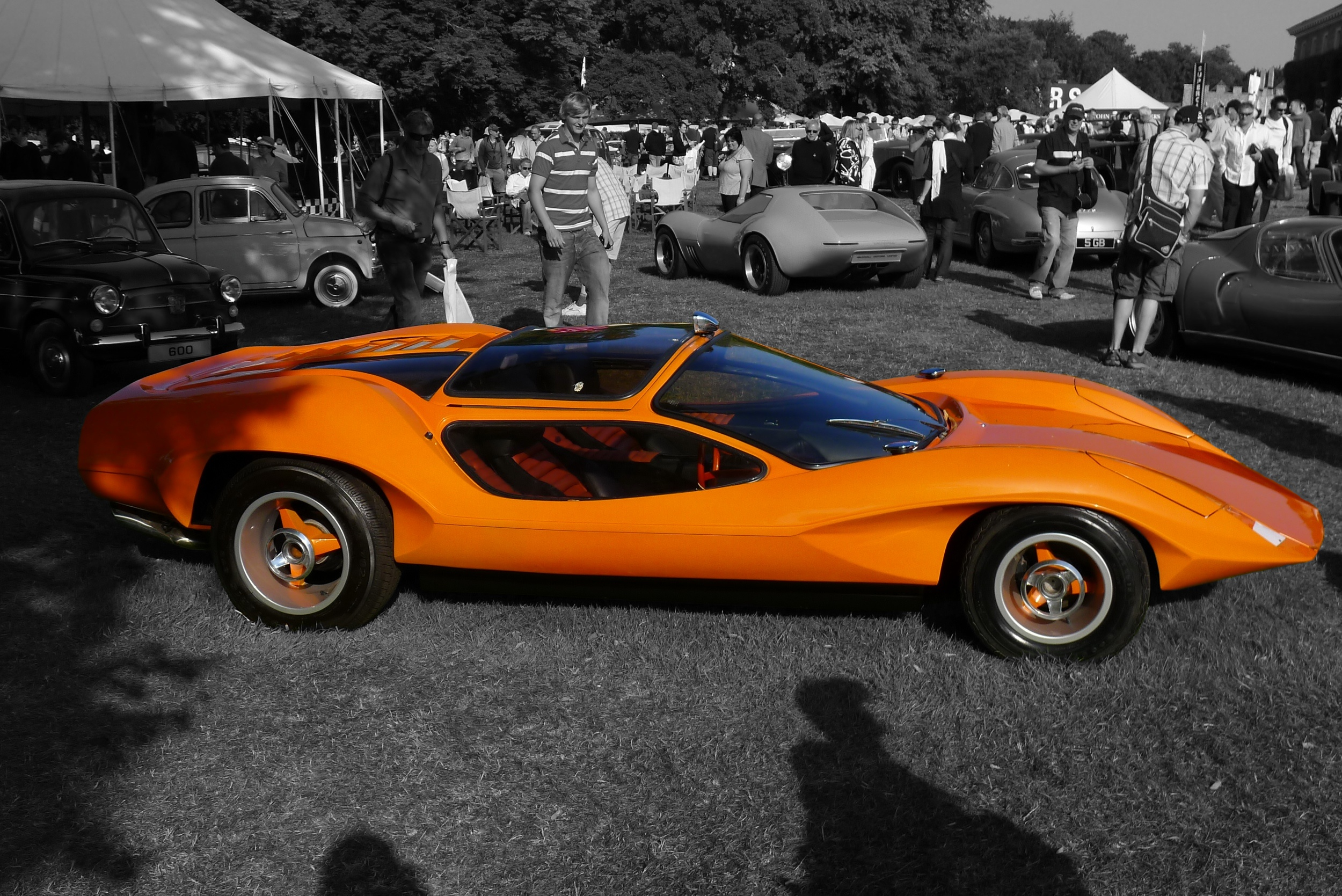
Probe 16

1969 folgte der Probe 16, gesponsert vom Daily Telegraph Magazine. Er war mit 86,3 cm (34 Inch) etwas höher und auch etwas länger. Die Sitze und das Dach fuhren beim Drehen des Schlüssels im Türschloss automatisch nach hinten, um den Zugang zu erleichtern. Die Windschutzscheibe war gebogen. Ein getunter Motor von der BMC trieb die Fahrzeuge an. Bis 1970 entstanden drei oder vier Fahrzeuge.
Überarbeitete Versionen gab es zwischen 1974 und 1978 von Concept Developments als Centaur sowie zwischen 1978 und 1982 von Mirage Developments, später MR Developments als Pulsar.

### Probe 2001
1970 erschien dieses Modell. Es war 94 cm (37 Inch) hoch und etwa 10 cm (4 Inch) länger als das Vorgängermodell. Nun gab es Flügeltüren, wobei das verschiebbare Dach übernommen wurde. Das Heck wurde verändert und der Kofferraum vergrößert. Von diesem Modell entstanden etwa vier Fahrzeuge durch Adams Probe Motor und etwa zwölf durch W. T. Nugent.